# P/2013 W1 (PANSTARRS)
P/2013 W1 (PANSTARRS) — одна з короткоперіодичних комет сім'ї Юпітера. Ця комета була відкрита 24 листопада 2013 року; вона мала 20.7m на час відкриття.